# Arabsarvan
Arabsarvan är en ort i Azerbajdzjan.   Den ligger i distriktet Ağsu Rayonu, i den centrala delen av landet, 140 kilometer väster om huvudstaden Baku. Arabsarvan ligger 87 meter över havet och antalet invånare är 512.
Terrängen runt Arabsarvan är platt åt sydost, men åt nordväst är den kuperad. Terrängen runt Arabsarvan sluttar söderut. Närmaste större samhälle är Aghsu, 15,6 kilometer öster om Arabsarvan.
Trakten runt Arabsarvan består till största delen av jordbruksmark. Runt Arabsarvan är det ganska tätbefolkat, med 54 invånare per kvadratkilometer.